# Аденський хребет
Аденський хребет — океанічний хребет, дивергентна границя тектонічних плит якого прямує Аденською затокою й Індійським океаном вздовж південно-східного узбережжя Аравійського півострова. Він прямує на схід від Афарського трійника до трійнику Овенської зони розломів, і відокремлює Аравійську плиту від Сомалійської субплити. У східній частині Аденський хребет також має назву хребет Шеба.